# Jakie Quartz
Jakie Quartz, pseudonimo di Jacqueline Cuchet (Parigi, 31 luglio 1955), è una cantautrice francese.

## Biografia
Espulsa dalla scuola media ha abbandonato gli studi, frequentando tuttavia corsi di canto, danza e recitazione. Ha esordito nel 1981 con il singolo " Histoire éphémère", e l'anno dopo si è fatta notare interpretando a teatro al fianco di Annie Girardot e Guesch Patti la commedia musicale Revue et Corrigée.
Fondamentali per la sua carriera sono stati gli incontri con il manager Bertrand Lepage, che nello stesso periodo aveva lanciato Mylène Farmer, e con il compositore e arrangiatore Gérard Anfosso; dalla loro collaborazione nel 1983 scaturisce il successo dirompente del singolo "Mise au point", che vende oltre 800 000 copie. A partire dal 1984, anno dell'uscita dell'album Alerte à la blonde, la Quartz è autrice dei testi della maggior parte delle sue canzoni. Dopo il successo dei singoli "Vivre ailleurs" (1986) e "À la vie, à l'amour" (1987), la Quartz rompe con Lapage, e il successo inizia a scemare. Il singolo del 1989 "Non mais qu'est ce que tu crois!" viene rifiutato da un grande numero di radio a causa del testo esplicito, e subentrano problemi personali che la portano ad allontanarsi progressivamente dalle scene.
Nel 2004 si classifica seconda dietro Jean-Luc Lahaye nel reality show musicale per vecchie glorie Retour Gagnant ("Ritorno alla vittoria"). Nel 2015 è protagonista delle cronache in quanto condannata a tre mesi di carcere per avere aggredito la madre ottantottenne sotto l'influsso di alcool e antidepressivi.

## Discografia

### Album
- 1982 : Revue et corrigée (Tréma)
- 1983 : Jakie Quartz (CBS)
- 1984 : Alerte à la blonde (CBS)
- 1986 : Jour et nuit (CBS)
- 1988 : Émotion au pluriel (CBS)
- 1990 : Jakie Quartz (WEA)
- 1995 : Présent passé (Steel / Atoll)

### Raccolte
- 1990 : Bravo à Jakie Quartz
- 2003 : Jakie Quartz
- 2011 : Best Of - Le Meilleur des Années 80
- 2012 : Références 80 - Tubes, Inédits, Versions Longues
- 2019 : Les années CBS 1983 / 1989

### Singoli
- Histoire éphémère - 1981
- Mise au point - 1983
- Amour exil - 1983
- Histoire sans paroles - 1984
- Mal de vivre - 1984
- Jeu dangereux - 1985
- Vivre ailleurs - 1986
- À la vie à l'amour - 1987
- Émotion - 1987
- Amour blessé - 1988
- Non mais qu'est-ce que tu crois ? - 1989
- À la vie à l'amour (remix) - 1989
- Mais dis-moi - 1990
- Tout ce que tu voudras - 1990
- Comme un rêve - 1992
- Le meilleur de toi-même - 1995
- Que sont-ils devenus ? (la photo) - 1996
- Si demain - 2003
- Mise à l'épreuve - 2015